# イエガラス

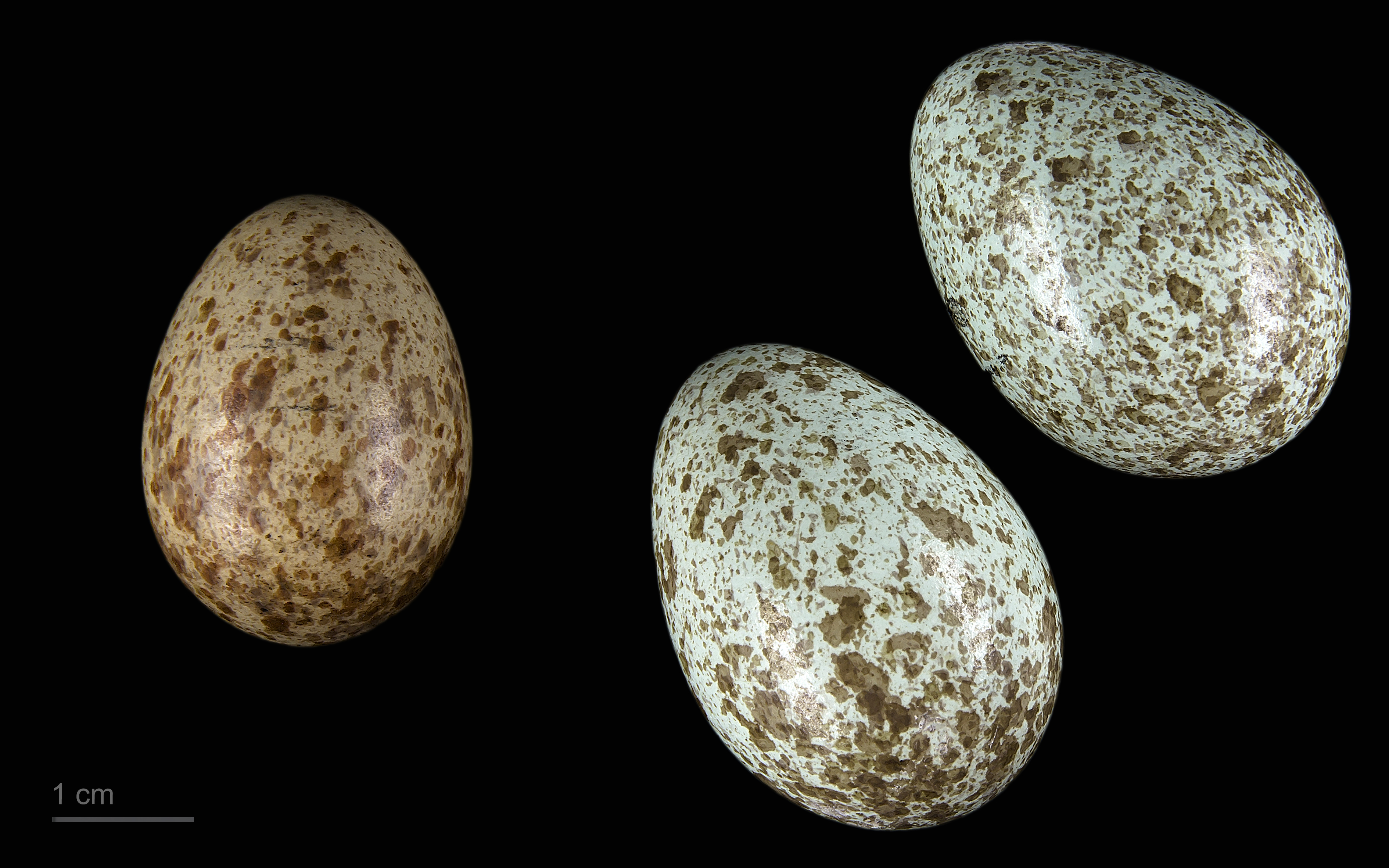
Eudynamys scolopaceus + Corvus splendens

イエガラス (家鴉、Corvus splendens)は、スズメ目カラス科の鳥類。

## 分布
旧北区、アフリカに分布する。生息地では留鳥である。元々はインド、中国南東部が分布地で、シンガポールやアフリカの紅海沿岸に生息する個体は、本来の分布地から人為的に移入されたものである。
日本では、1981年に大阪市で1羽捕獲された記録があるだけの迷鳥。ただし、飼育されていた個体が逃亡した可能性が高いとされている。

## 形態
全長約42cm。顔や頭上、喉が黒く、頸と背、下面は灰色。

## 生態
雑食性。昆虫、種子、腐肉を食べるほか、都市のごみ捨て場からごみ屑を漁って食べる。主に人間の居住区近くの樹上や建物、鉄塔などに営巣する。自然では枝を用いて作るが、都市部では針金などの金属類を用いる。カラス類の他種と同じく頭が良く銃を持つハンターを認識して逃げる。